# Elsa Pinilla
Elsa Pinilla Osuna (Madrid, 2 de octubre de 1985), más conocida como Elsa Pinilla, es una actriz, cantante, presentadora, compositora y adiestradora canina española, hija del productor musical Pablo Pinilla y de María Osuna. Además, es hermana mayor de la cantante Lara Pinilla.

## Biografía
Nació el 2 de octubre de 1985 en Madrid. Desde muy pequeña estuvo ligada a la televisión gracias a varias campañas publicitarias como Repsol, El País y otras. Ha hecho televisión, teatro (musical), publicidad y música. Actualmente es adiestradora canina.

### Carrera musical
Desde el año 2000 estuvo ligada al grupo musical Tess junto a Laura Pinto y Úrsula Sebastián. Esta última abandonó el grupo tras el primer disco para dar paso a Rosa López-Francos. Elsa, además de ser componente del grupo, se encargaba de la escritura de la mayoría de las letras. Todas sus canciones están administradas por Elsa Music Editorial.
El grupo, aunque fue mejorando y perfeccionando su estilo con el paso de los discos, no contó con demasiado apoyo por parte del público, por lo que entre las tres componentes decidieron poner fin a Tess en 2005 y empezar sus caminos como solistas. Así, Elsa decidió seguir con su vocación de actriz, vocación que había descubierto cuando participó junto con sus dos compañeras de Tess en la conocida serie de Telecinco Al salir de clase.
Pero aun así, al dejar el grupo Tess, Elsa no se desvinculó de la música y siguió componiendo temas para otros artistas, así como adaptando canciones de otros idiomas. Escribió la canción «Con Angelina Jolí se me va la olla»[cita requerida] para el CD de Santa Justa Klan. También ha colaborado escribiendo el tema «La llave de tu corazón» del primer trabajo discográfico de Sergio Rivero y Nada es igual de Chenoa en el 2005.
En Argentina, gracias a la relación entre las series y la música, tuvo la oportunidad de grabar dos temas para la telenovela Alma pirata y otros dos para la banda sonora de Romeo y Julieta.
También aparece en dos videoclips de David DeMaría, «Sin miedo a perder» y «El perfume de la soledad».

### Carrera televisiva
Su primer trabajo en la pequeña pantalla fue en la popular serie Al salir de clase, el año 2000 con solo quince años donde junto con sus dos compañeras de Tess, Laura Pinto y Úrsula Sebastián interpretaban a tres hermanas que querían hacerse un hueco en el mundo de la música. Este programa las ayudó mucho con la promoción de su primer disco.
Tras una aparición en un capítulo de Fuera de control, en el 2006 consiguió su primer papel protagonista en la producción argentina Alma pirata, junto con Mariano Martínez, Nicolás Vázquez, Luisana Lopilato, Benjamín Rojas, Fabián Mazzei, Isabel Macedo, Julia Calvo y Nacho Gadano, tras previa realización de los cástines pertinentes, donde además de actuar tuvo que cantar y realizar una prueba con el que sería su pareja en la serie, el actor argentino Benjamin Rojas. Allí interpretaba a Marylin, prometida y futura esposa de Gino Riganti. También tuvo un papel en la serie, también argentina, Romeo y Julieta, en 2007, interpretando a una chica de diecisiete años. En España tuvo algunas apariciones en la serie de Cuatro Cuestión de sexo en el papel de Mónica y en el éxito de Telecinco Sin tetas no hay paraíso.

## Discografía

### Tess (grupo)
- A nuestra edad, (2000) Columbia Records producido por Pablo Pinilla (+50 000 CD vendidos).
- Al salir de clase, (2001) Universal Music, «Libres» y «Al salir de clase».
- Quiero ser yo, (2002) Zomba Records producido por Pablo Pinilla (+80 000 CD vendidos).
- Amor libre (2004) Warner Music producido por Pablo Pinilla (+40 000 CD vendidos).

### En solitario
- «Este contigo, este no estás» (2006) del CD de Alma Pirata.
- «Tu cariño y el mío» (2006) del CD de Alma Pirata.
- «Flores sobre el tejado» (2006) en un capítulo de Alma Pirata. Canción compuesta por ella misma.
- «Gotas de amor» con Brenda Gandini (2007) del Cd de Romeo y Julieta.
- «Amor letal» (2007) del CD de Romeo y Julieta.

### 18RDC
- Ritmo de la calle (2009).
- «Instintos naturales» con Maite Jáuregui (2009).

### Coros
- Chavitos.
- Modestia Aparte.
- Sergio Rivero.

## Filmografía

### Series de televisión
| Año       | Serie                    | Personaje                           | Canal                | Notas         |
| --------- | ------------------------ | ----------------------------------- | -------------------- | ------------- |
| 2000-2001 | Al salir de clase        | Elsa Parodi                         | Telecinco            | 88 episodios  |
| 2006      | Fuera de control         | Bailarina                           | TVE                  | 1 episodio    |
| 2006      | Alma pirata              | María Lidia "Marilin" Castellano    | Telefe               | 138 episodios |
| 2007      | Romeo y Julieta          | Bárbara Verbena / Rosalina Capuleto | Canal 9              | 150 episodios |
| 2007      | Cuestión de sexo         | Mónica                              | Cuatro               | 4 episodios   |
| 2008      | Sin tetas no hay paraíso | Alejandra Lago                      | Telecinco            | 1 episodio    |
| 2008      | Barras                   | Barra Rosa                          |                      | 10 episodios  |
| 2008      | Impares                  | Elsa                                | Antena 3 Antena.Neox | 2 episodios   |
| 2008-2009 | 18, la serie             | Susana Vaquero                      | Antena 3             | 20 episodios  |
| 2009      | Marisol, la película     | Marisol de adolescente              | Telecinco            | 1 episodio    |
| 2009      | La que se avecina        | Elsa                                | Telecinco            | 1 episodio    |
| 2010      | Sexo en Chueca           | Bea                                 | Telecinco            | 12 episodios  |
| 2010-2012 | Arrayán                  | Laura                               | Canal Sur 1          |               |
| 2011      | Los Quién                | Elsa                                | Antena 3             | 1 episodio    |
| 2011      | Con pelos en la lengua   | Carlota                             |                      | 1 episodio    |
| 2012      | Hospital Central         | Doctora María Aguilar               | Telecinco            | 2 episodios   |

### Películas
| Año  | Película               | Papel       |
| ---- | ---------------------- | ----------- |
| 2008 | Susurros               | Super Pivon |
| 2009 | 03:21                  | -           |
| 2011 | La red social          | Chica       |
| 2014 | Be Happy               | Alejandra   |
| 2015 | Criaturas de la tierra | Claudia     |

### Programas
| Año       | Programa           | Notas                  |
| --------- | ------------------ | ---------------------- |
| 1998-1999 | Club Megatrix      | Azafata                |
| 2002      | El verano ya llegó | Invitada               |
| 2002      | Noche de fiesta    | Invitada               |
| 2002-2003 | Música sí          | Invitada (3 ocasiones) |
| 2004      | Música 1           | Presentadora           |

### Teatro
| Año       | Obra                  |
| --------- | --------------------- |
| 2002-2003 | Peter Pan: El musical |

### Videoclips
- "De carne y hueso", "Quiero ser yo", "Amor libre", entre otros de su grupo Tess (2000-2005).
- "Sin miedo a perder" de David DeMaría (2003).
- "El perfume de la soledad" de David DeMaría (2007).

### Publicidad
- Hipercor
- Repsol
- El País